# 팡좡역
팡좡역(중국어: 方庄站)은 중국 베이징시 펑타이구 팡좡 가도 지팡로(紫芳路)와 팡좡로(方庄路) 교차점에 위치한다. 베이징 지하철 14호선의 지하철역으로 2015년 12월 26일 14호선 중부구간 개통과 함께 개장되었다.

## 위치
팡좡역은 팡좡로(方庄路)(남북 방향)와 푸팡로(蒲方路) - 지팡로(紫芳路)(동서 방향) 교차점의 동쪽, 남2환로 외부 팡좡 주거 지역에 위치하고 있으며 동서 방향으로 배치되어 있다.

## 역 구조
팡좡역은 1면 2선의 섬식 승강장 설계된 지하 3층 건물의 지하역으로, 역사 구조는 길이 176.6m이며 복토 및 굴착 공법을 사용하여 건설되었다.

### 층별 구조
| 지면층             | 출입구                          | A—D출입구                             |
| 지하 1층 대합실 층 | 대합실                          | 보안 검색대, 자동 발매기, 출입 게이트 |
| 지하 2층 승강장    | ←                               | ■ 14호선 장궈좡 방면 (푸황위)         |
| 지하 2층 승강장    | 섬식 승강장, 왼쪽 출입문이 열림 |                                       |
| 지하 2층 승강장    | →                               | ■ 14호선 산거좡 방면 (스리허)         |

### 대합실

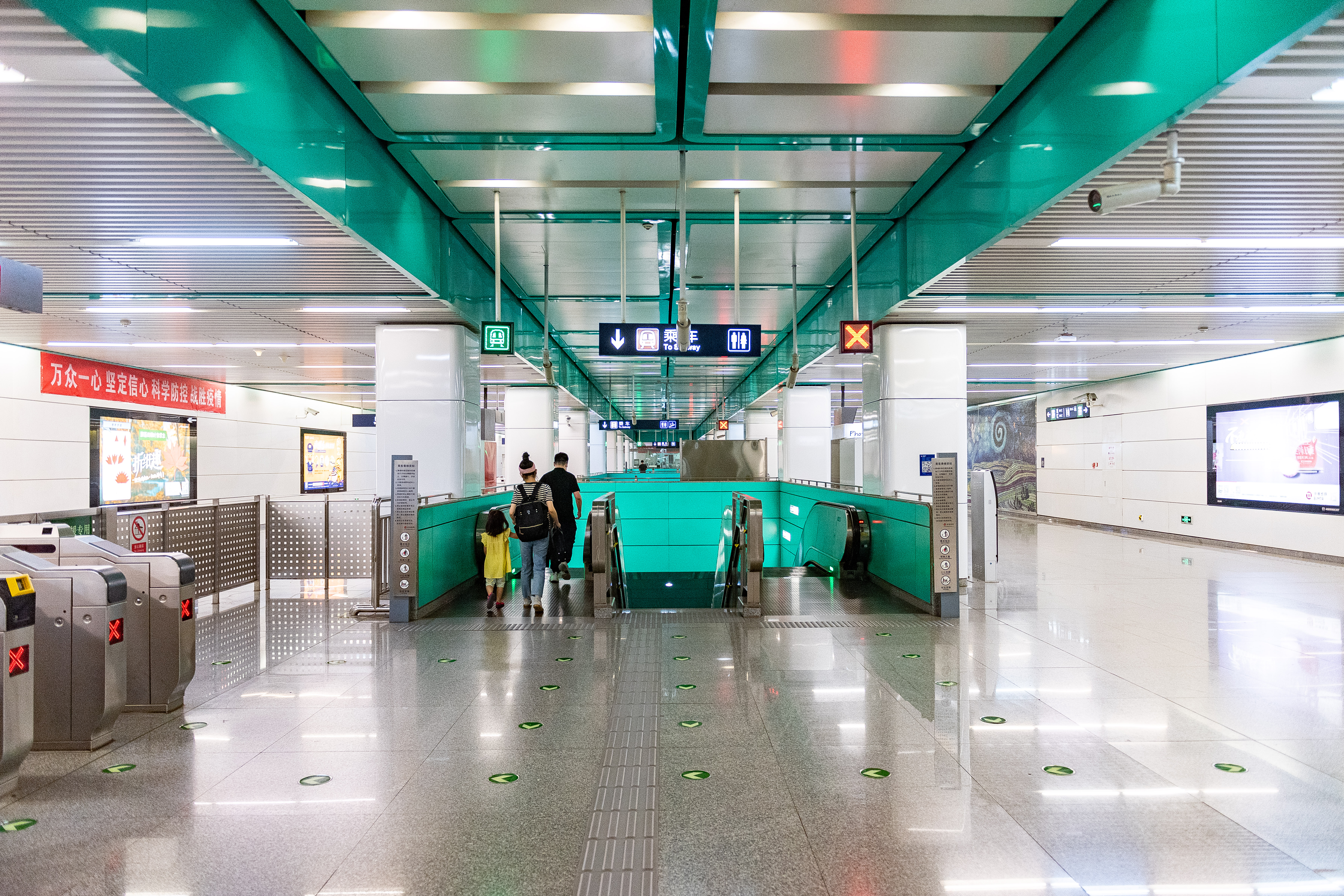
대합실 (2021년 6월 촬영)

팡좡역 대합실 층은 지하 1층에 위치하고 있으며 3개의 벽화가 존재한다. 대합실 남쪽에는 '환상과 천국'이라는 예술 벽화가 있다. 대합실과 승강장을 연결하는 위치에는 3세트의 계단과 에스컬레이터가 있다. 승강장 서쪽 끝에 엘리베이터가 있다.

### 승강장
팡좡역 승강장은 지팡로(紫芳路) 지하에 위치하고 있으며 섬식 승강장의 구조이다. 승강장 서쪽 끝에 건넘선이 있고, 대합실로 연결되는 화장실과 에스컬레이터도 승강장 서쪽 끝에 있으며, 승강장 동쪽 끝에 자동심장충격기가 설치되어 있다.

## 출구
팡좡역에는 현재 A2(북서쪽, 일시적으로 A 출구로 표시됨), B(북동쪽), C(남동쪽) 입구 등 3개의 출입구를 이용할 수 있다.
|                         |                |                                                               |      |           |
| 출구                    | 지시           | 목적지                                                        | 사진 | 편의 시설 |
| 出口 · A                | 팡좡로(方庄路) | 팡좡로(方庄路), 푸팡로(蒲方路) 북측, 팡청위안 3구(芳城园三区) |      |           |
| 出口 · B                | 지팡로(紫芳路) | 지팡로(紫芳路) 북측, 팡청 동리(芳城东里)                      |      | 빈칸      |
| 出口 · C                | 지팡로(紫芳路) | 지팡로(紫芳路) 남측, 팡좡로(方庄路) 동측                      |      |           |
| 아이콘 설명: 엘리베이터 |                |                                                               |      |           |